# Občina Kočevje
Občina Kočevje je ena od občin v Republiki Sloveniji in s 563,7 km² po površini največja občina, ki ima 15.650 prebivalcev in s središčem v mestu Kočevje, v katerem živi dobra polovica prebivalstva te občine, velika večina poselitve občine (okoli 3/4) je v njegovi neposredni okolici na Kočevskem polju. Več naselij v občini (največje število v Sloveniji) je nenaseljenih, kar je mdr. še danes izrazita posledica izseljevanja Kočevarjev med drugo svetovno vojno.

## Naselja v občini
Borovec pri Kočevski Reki, Breg pri Kočevju, Brezovica pri Predgradu, Bukova Gora, Cvišlerji, Dol, Dolga vas, Dolnja Briga, Dolnje Ložine, Čeplje, Črni Potok pri Kočevju, Gorenje, Gornja Briga, Gornje Ložine, Gotenica, Jelenja vas, Kačji Potok, Klinja vas, Knežja Lipa, Koblarji, Kočarji, Koče, Kočevje, Kočevska Reka, Konca vas, Koprivnik, Kralji, Laze pri Oneku, Laze pri Predgradu, Livold, Mačkovec, Mahovnik, Mala Gora, Mlaka pri Kočevju, Mlaka pri Kočevski Reki, Morava, Mozelj, Mrtvice, Nemška Loka, Nove Ložine, Novi Lazi, Onek, Paka pri Predgradu, Podjetniško naselje Kočevje, Podlesje, Polom, Predgrad, Primoži, Rajhenav, Rajndol, Rogati Hrib, Seč, Slovenska vas, Smuka, Spodnja Bilpa, Spodnji Log, Stara Cerkev, Stari Breg, Stari Log, Staro Brezje, Šalka vas, Štalcerji, Trnovec, Vimolj pri Predgradu, Vrbovec, Vrt, Zajčje Polje, Zdihovo, Željne